# Zuidbroek vasútállomás
Zuidbroek vasútállomás vasútállomás Hollandiában, Menterwolde községben, Zuidbroek településen.

## Vasútvonalak
Az állomást az alábbi vasútvonalak érintik:
- Harlingen–NieuweSchans-vasútvonal
- Stadskanaal–Zuidbroek-vasútvonal

## Kapcsolódó állomások
A vasútállomáshoz az alábbi állomások vannak a legközelebb:
- Sappemeer Oost vasútállomás (Harlingen–NieuweSchans-vasútvonal)
- Scheemda vasútállomás (Harlingen–NieuweSchans-vasútvonal)
- Veendam vasútállomás (Stadskanaal–Zuidbroek-vasútvonal)